# Philippe Takla
Philippe Takla (* 3. Februar 1915 in Zouk Mikaël; † 10. Juli 2006) war ein libanesischer Politiker und Diplomat.

## Biografie
Takla begann seine politische Laufbahn 1945 im Wahlkreis Mont-Liban mit der Wahl zum Abgeordneten der Nationalversammlung (Assemblée nationale du Liban), in die er 1947 für den Wahlkreis Chouf sowie 1957 für den Wahlkreis Baalbek wiedergewählt wurde.
Premierminister Abdullah Aref al-Yafi berief ihn als Finanzminister zwischen 1951 und 1952 erstmals in ein Kabinett. 1952 war er darüber hinaus erstmals Außenminister.
Das Amt des Außenministers bekleidete er dann erneut 1958 für einige Tage in der Regierung von Chalil al-Hibri sowie zwischen 1960 und 1964 in den Kabinetten von Saeb Salam und Rashid Karami. 1964 war er für kurze Zeit Präsident der Zentralbank. Von 1964 bis 1965 war er im Kabinett von Premierminister Hussein al-Oweini ebenso wie 1966 in der Regierung von Abdullah Aref al-Yafi wiederum Außenminister. Zwischenzeitlich war er auch Wirtschaftsminister und Tourismusminister.
1967 erfolgte seine Ernennung zum Ständigen Vertreter bei den Vereinten Nationen (UN) in New York City. Danach war er von 1968 bis 1971 Botschafter in Frankreich.
Premierminister Rashid as-Solh berief ihn zwischen 1974 und 1975 wieder zum Außenminister. Zuletzt war er von 1975 bis 1976 wieder Außenminister in einer Regierung von Rashid Karami. 1976 zog er sich aus dem aktiven politischen Leben zurück.